# أدريان لين
أدريان لين (بالإنجليزية: Adrian Lyne)‏(4 مارس 1941)، مخرج وكاتب ومنتج سينمائي إنجليزي. بدأ حياته المهنية في إخراج الإعلانات التليفزيونية في السبعينيا ، ثم قدم أفلامًا قصيرة لاقت استحسانًا كبيرًا والتي تم تقديمها إلى مهرجان لندن السينمائي. بدأ في إنتاج أفلام طويلة في عام 1980 وهو معروف بالقصص والشخصيات المشحونة جنسيًا غالبًا باستخدام الضوء المنمق.

## التعليم
تعلم في مدرسة هايغيت ‏.

## وصلات خارجية
- أدريان لين على موقع IMDb (الإنجليزية)
- أدريان لين على موقع مونزينجر (الألمانية)
- أدريان لين على موقع ألو سيني (الفرنسية)
- أدريان لين على موقع أول موفي (الإنجليزية)
- أدريان لين على موقع قاعدة بيانات الأفلام السويدية (السويدية)
- أدريان لين على موقع إن إن دي بي (الإنجليزية)
- أدريان لين على موقع ديسكوغز (الإنجليزية)
- أدريان لين على موقع قاعدة بيانات الفيلم (الإنجليزية)
- أدريان لين على موقع كينوبويسك (الروسية)